# Rolland Couillard
Pour les articles homonymes, voir Couillard.
Rolland Couillard (parfois écrit Roland Couillard), né le 5 janvier 1925 à Lauzon et mort le 12 novembre 1977 à Québec, est un entrepreneur en construction et promoteur immobilier canadien. Il est connu pour ses réalisations dans l'ancienne ville de Sainte-Foy notamment dans le secteur du Versant-Nord, aux abords de l'autoroute Henri-IV et du chemin des Quatre-Bourgeois. Au cours de sa carrière, il a fait construire plus de 6 000 unités de logements, 1 500 maisons et un grand nombre d'édifices publics.

## Biographie
Rolland Couillard est né le 5 janvier 1925 à Lauzon, le dixième enfant vivant d'une famille de dix-sept. Ses parents, Hormidas Couillard (1885-1948) et Marie-Hélène Gagnon (1886-1981) originaires de L'Islet, se sont établis à Lauzon au cours des années 1916-17. Son père Hormidas a été échevin à la ville de Lauzon de 1928 à 1932 et également un entrepreneur en construction. Sa lignée paternelle Couillard remonte au pionnier français Guillaume Couillard (1588-1663) arrivé en Nouvelle-France en 1613, dont il est le descendant direct de dixième génération.
Rolland Couillard accompagne son père sur les chantiers de construction dès l'âge de six ans. Après avoir travaillé comme menuisier naval aux chantiers Morton de Québec, il opte pour la construction résidentielle en 1942 et démarre une entreprise avec son frère Robert (1915-1956). En 1958, il met sur pied l'Association des constructeurs d'habitations de la région de Québec avec Eugène Chalifour (1899-1965) et d'autres membres. Il fonde en 1959 la firme Couillard Entreprises inc. avec son frère Fernand (1920-1999), puis s'associe avec ses neveux Jean-Pierre et Claude Ruel au début des années 1960 et jusqu'en 1975,. En 1960, il reçoit le trophée « Castor » à titre de constructeur de l'année au Canada et remporte en 1961 le trophée du Conseil Canadien de l'Habitation-type,. Durant cette première période de sa carrière, il bâtit plus de mille maisons et ses projets furent nombreux : Parc Saint-Louis, Saint-Louis-de-France, Bois de Vincennes, rue de Rougemont, etc..
En 1963, Rolland Couillard met de côté l'habitation unifamiliale et se lance dans l'immeuble à appartements. Il entrevoit alors la nécessité de créer une nouvelle formule de logements, soit des immeubles d'appartements étroitement associés à la nature et pourvus de services variés sous la forme de piscines, terrains de tennis, salles de couture, ateliers de bricolage, boutiques, etc. Ces complexes d'habitation sont connus sous l'appellation « Seigneur » tels que Jardin des Seigneurs, Place des Seigneurs, Immeubles des Seigneurs et Manoir des Seigneurs. D'autres projets verront le jour au cours de cette période, entre autres Jardins de Mérici, Presqu'Île Duberger, Jardins du Vallon, Carrefour la Pérade, Jardins de la Rive, Place Prévert, Place de la Verdure, Immeubles Versant-Nord, Centre commercial Innovation, etc..
Rolland Couillard s'intéresse également au domaine du sport et appuie financièrement des clubs de hockey et la construction du Centre sportif de Sainte-Foy, dont il est le président fondateur. Il a été le commanditaire de quatre clubs de hockey : Midget AA, Bantam, Pee-Wee et le « Couillard de Sainte-Foy » (nommé successivement Couillard de 1969 à 1979, « Gouverneurs de Sainte-Foy » de 1979 à 2001, et « Blizzard du Séminaire Saint-François » depuis 2001),. Le « Couillard de Sainte-Foy » a été l'un des cinq membres fondateurs de la Ligue de hockey midget AAA lors de la saison inaugurale de 1976-1977 et le club-école des Remparts de Québec de 1969 à 1976,.
Le 25 août 1951, il épouse Yolande Lagacé (1927-2017) avec qui il eut deux fils. Il meurt le 12 novembre 1977 à Québec à 52 ans. Au moment de son décès, il avait 400 logements en construction et tout près de 200 employés travaillaient pour lui.

## Hommages
Vers 1967, une rue de la ville de Québec est nommée en son honneur sous l'appellation « place Rolland ». Le 7 mars 1994, le nom est changé pour « carré Rolland », puis une nouvelle fois le 19 juin 2006 sous sa forme actuelle de « carré Rolland-Couillard ».
Le 28 janvier 2004, l'une des deux patinoires du Centre sportif de Sainte-Foy a également été nommée en son honneur. Elle est maintenant intégrée au Centre de glaces de Québec depuis l'ouverture du complexe en août 2021,.

## Principales réalisations
- 1965 : Jardin des Seigneurs (sur la rue des Châtelets à Québec)[17]
- 1967 : Place des Seigneurs (au coin de la 4e avenue et de la 41e rue Est à Québec; aujourd'hui Complexe Renaissance)[18]
- 1967 : Carrefour 4 Bourgeois (sur l'avenue Bégon à Québec)[19]
- 1968 : Place de Bourgogne (sur l'avenue de Bourgogne à Québec; aujourd'hui Place l'Heureux)[2]
- 1968 : Édifice Saint-Georges (5825 rue Saint-Georges à Lévis)[2]
- 1969 : Immeubles des Seigneurs (sur la rue des Châtelets à Québec)[17]
- 1969 : Manoir des Seigneurs (sur la rue Saint-Georges à Lévis)[20]
- 1970 : Complexe immobilier Curé-Pelletier (sur la rue du Curé-Pelletier à Lévis)[21]
- 1970 : Développement Pasteur (sur l'avenue d’Entremont à Québec)[2]
- 1970 : Place des Érables (sur la rue du Confluent à Lévis)[2]
- 1971 : Immeubles Versant-Nord (sur l'avenue de Lestres à Québec; aujourd'hui Place Versant-Nord)[22]
- 1971 : Immeubles du Coteau (sur la rue Thibault à Lévis)[21]
- 1971 : Entrepôt Colbert #1 (2800 avenue Dalton à Québec)[23]
- 1972 : Place Prévert (sur l'avenue du Pont-Scott à Québec)[24]
- 1972 : Entrepôt Colbert #2 (2750 avenue Dalton à Québec; aujourd'hui Soligo)[23]
- 1974 : Centre commercial Innovation (2360 chemin Sainte-Foy à Québec; aujourd'hui La Pyramide)[25]
- 1974 : Place de la Verdure (sur la rue de la Verdure à Québec)[8]
- 1974 : X Béton (sur la route Marie-Victorin à Lévis; aujourd'hui Groupe Environnemental Labrie)[26]
- 1975 : Jardins de Mérici (1 à 4 rue Jardins-de-Mérici à Québec)[27]
- 1975 : Domaine du Vallon (sur l'avenue Chapdelaine à Québec)[2]
- 1976 : Jardins de la Rive (sur le boulevard Wilfrid-Hamel à Québec)[28]
- 1977 : Presqu'Île Duberger (sur la rue de la Presqu'Île à Québec)[8]
- 1977 : Carrefour la Pérade (3460 rue de la Pérade à Québec; aujourd'hui Édifice René-Lévesque)[29]
- 1978 : Jardins du Vallon (sur l'avenue Chapdelaine / avenue Nérée-Tremblay / rue Jean-Durand à Québec)[30]
- 1978 : Habitat des Chutes (sur l'avenue des Chutes à Lévis)[2]
- 1978 : Terrasses Charlesbourg (sur le boulevard Mathieu à Québec)[2]
- Années 1970 : Village de Caroline (sur la rue des Landes à Saint-Augustin-de-Desmaures)[8]
- Années 1970 : Immeubles Desjardins (sur place de Versailles à Lévis)[2]

## Galerie de réalisations
| |
| Le Centre commercial Innovation, maintenant La Pyramide, en juillet 2018. Le bâtiment a été complété en 1974. |

| |
| Le complexe résidentiel Jardins de Mérici en octobre 2015. Rolland Couillard a réalisé les premières phases (1972 à 1975). |

| |
| Le logo du Couillard de Sainte-Foy dans le Junior A. L'équipe a été financée par Rolland Couillard et sa famille de 1969 à 1979. |